# An Eight-Song Tribute to Feeling Bad & Feeling Better
An Eight-Song Tribute to Feeling Bad & Feeling Better è il primo EP della cantautrice Allison Weiss, autoprodotto e pubblicato il 16 gennaio 2007. Le canzoni I'm Ready e I Don't Want to Be Here compaiono anche nell'album The Teenage Years, del 2012, e nell'EP & the Way She Likes It, del 2008.
Le canzoni di questo EP sono tutte acustiche e presentano un lato molto più folk rispetto ai lavori successivi della cantautrice, che vedranno l'uso di una strumentazione più ampia e di una band a supporto.

## Tracce
1. Competition – 3:48
2. I'm Ready – 2:38
3. Number Six – 3:18
4. I Don't Want to Be Here – 2:58
5. Love & War – 2:59
6. Perfectly Alright – 3:30
7. Analogy – 3:07
8. Song of Hope – 2:50

## Canzoni

### Competition
La canzone è stata scritta nel 2005. "L'ho scritta al college quando mi piaceva una persona che era già impegnata. Non era la mia prima canzone che parlava di un amore non corrisposto, e di certo non è stata l'ultima, ma è stata la prima volta che l'ho detto in modo chiaro ed esplicito invece che in modo allusivo".

### I'm Ready
Scritta nel 2006, "Era l'ultimo giorno di scuola prima della pausa primaverile. Stavo cercando di avvicinare questa persona che mi piaceva ed ero sicura di riuscirci, ma poi per quella settimana sono dovuta tornare a casa dai miei. Siamo andati a Miami e dato che dovevo ancora scoprire le gioie dell'alcool, mentre i miei amici uscivano e facevano festa io ero sulla spiaggia a scrivere questa canzone e volevo tornare a casa. Emo, vero?"

### Number Six
Scritta nel 2004, "Se si ascolta questa canzone si capisce che la mia band preferita erano i Dashboard Confessional? Probabilmente è stata la seconda o la terza canzone che abbia mai scritto, ma con questa ho capito che stavo andando nella direzione giusta. È una tipica canzone che parla di un amore adolescenziale non corrisposto. Fa tutto parte della stessa storia".

### I Don't Want to Be Here
Scritta nel 2006, "Era stata una brutta giornata e in qualche modo i miei amici mi avevano convinto ad andare in discoteca. In quel periodo andare a ballare in mezzo a tutti mi faceva sentire strana e fuori luogo. Ero lì in piedi in mezzo a un centinaio di persone ubriache e sudate e mi sentivo più sola che mai. A un certo punto vedo la persona che mi piaceva che ballava attaccata a una tizia strafiga. Ovviamente me ne sono andata e ho scritto questa canzone".

### Love & War
Scritta nel 2005, "È stata una delle mie primissime canzoni. In quel periodo ascoltavo un sacco di roba emo presa male, e penso che si senta nel testo".

### Perfectly Alright
Scritta nel 2005, "Si tratta di una canzone che parla di quando sai qualcosa che non volevi sapere, o scopri dei segreti che non avresti mai voluto scoprire. Parla di rifiuti, solitudine e paure. Non sono sicura quale esattamente dei tre, ma so che era uno di quelli. O forse tutti e tre assieme".

### Analogy
Scritta nel 2006, "Ero nella stanza di un mio amico del college, ci stavamo facendo una maratona di Una mamma per amica. Uno degli episodi era quello in cui Luke cerca di riconquistare Loreli, o Loreli cerca di riconquistare Luke... insomma, uno dei due rivoleva l'altro. A un certo punto uno di loro dice "Mi sto giocando tutto". Forse addirittura si riferiva a una partita di poker. In ogni caso mi è rimasto impresso e ci ho scritto una canzone".

### Song of Hope
Scritta nel 2006, "Qui il ritornello è in un certo senso ispirato da una frase della canzone Bowl of Oranges dei Bright Eyes, dove dice "Quando piangere non ti aiuta e non riesci a smettere, è meglio scrivere una poesia, dei versi onesti carichi di desideri o una semplice canzone di speranza"."

## Formazione
- Allison Weiss - voce, chitarra e produzione
- Chase Genn - chitarra e voce in Number Six
- Paul Gasparro - ingegnere
- Kevin Smith - ingegnere

## Artwork
La copertina dell'EP è una foto di Allison seduta su una sedia bianca, con al suo fianco sedia bianca ma vuota, a simboleggiare i temi trattati nel disco. La prete sullo sfondo è rosa ed Allison sotto la giacca indossa una maglietta degli Sugarcult.